# 棋手 (德曼画作)

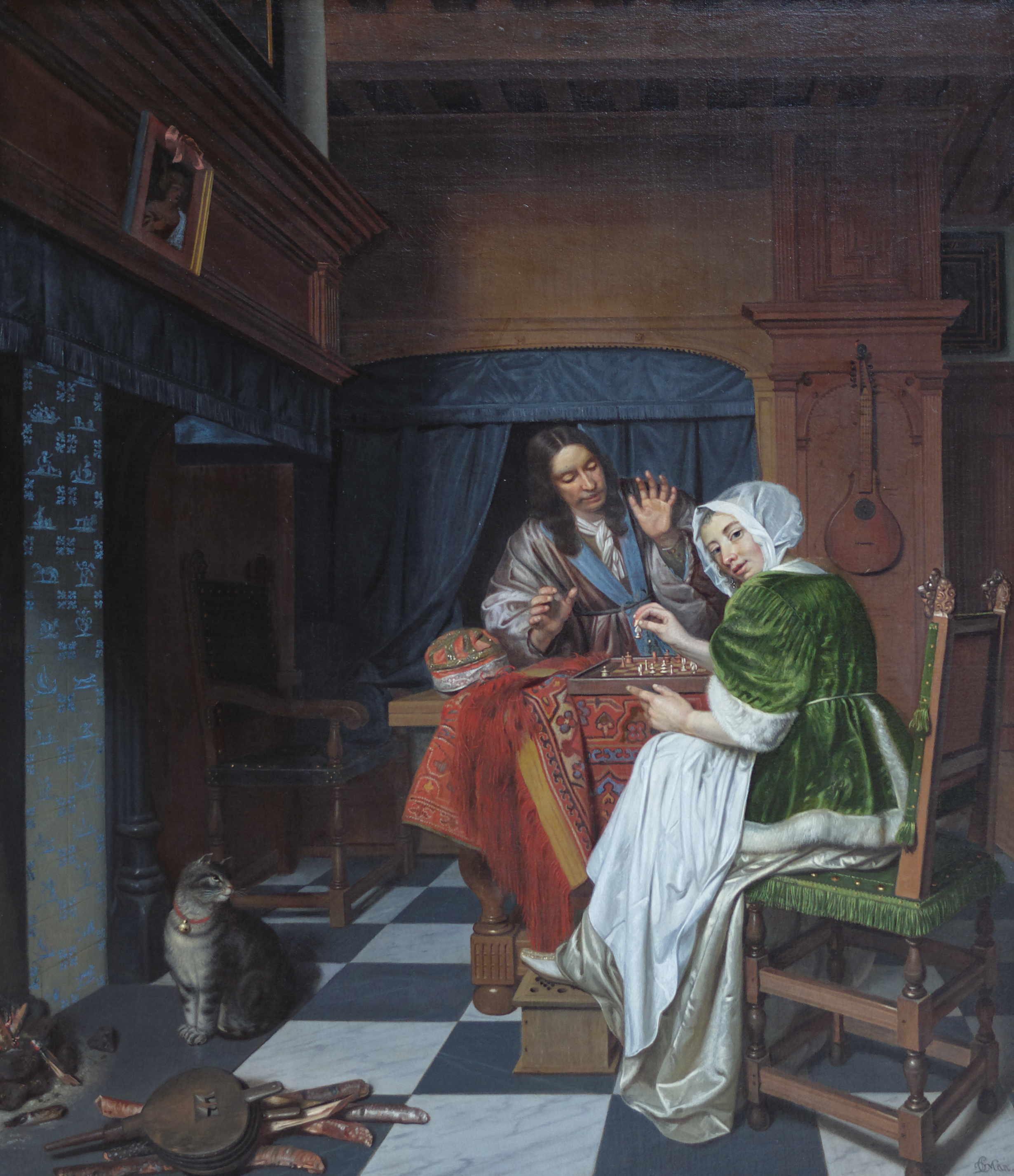
科内利斯·德曼《棋手》（约1670年）

《棋手》（荷蘭語：Het schaakspelende paar）是科内利斯·德曼的布面油画作品，创作于约1670年。作品于1871年起藏于匈牙利布达佩斯美术博物馆，库存号为320。